# Grammatica (cognome)
Grammatica è un cognome di lingua italiana.

## Varianti
Gramatica, Gramatico, Grammatico.

## Origine e diffusione
Il cognome è presente sporadicamente in tutta Italia.
Potrebbe derivare dall'antica arte della grammatica, dal greco grammatiké.